# Nicole Rensmann
Nicole Rensmann (* 26. April 1970 in Remscheid) ist eine deutsche Schriftstellerin im Genre der phantastischen Literatur.

## Leben
Nach einer Ausbildung bei der Stadtverwaltung in Remscheid arbeitete sie zunächst als kaufmännische Angestellte in einem mittelständischen Betrieb. Später führte sie eine Zeit lang ein Versandgeschäft für phantastische Literatur. Seit 2000 ist Nicole Rensmann nur noch als freie Schriftstellerin tätig. Zahlreiche ihrer Kurzgeschichten, sowohl für Kinder als auch für Erwachsene, sind in verschiedenen Anthologien und Tageszeitungen zu finden. Zudem veröffentlichte sie einen Heftroman in der Atlan-Serie.
Ihr Roman „Anam Cara – Seelenfreund“ von 2003 erreichte den 2. Platz beim Deutschen Science Fiction Preis 2004. Von den Besuchern des Online-Magazins Phantastik-News wurde der Roman 2004 auf den 2. Platz in der Kategorie „Bestes deutschsprachiges Romandebüt“ und den 4. Platz in der Kategorie „Bester deutschsprachiger Roman“ gewählt.
Rensmann lebt mit ihrer Familie in Remscheid. Sie ist Mitglied bei PAN e.V.

## Veröffentlichungen (Auswahl)
- Philipp und Melanie. G. Meyer’s Taschenbuch Verlag, Hanau 2000. ISBN 3-934193-33-1.
- Ariane, Bastian, Luzifee und Co. – Vor- und Selbstlese-Geschichten von besonderen Tieren und anderen Wesen. K&C Buchoase, Solingen 2001. ISBN 3-935469-08-X.
- Die Staubfee. K&C Buchoase, Solingen 2002. (Neuauflage bei Verlag Eifelkrone, Neroth 2004. ISBN 3-937640-07-X.)
- Anam Cara – Seelenfreund. Atlantis-Verlag, Stolberg 2003. ISBN 3-936742-43-X.
- Ciara. Festa, Leipzig 2005. ISBN 3-86552-018-9.
- Firnis. RGA-Buchverlag, Remscheid 2007. ISBN 978-3-923495-92-4.
- Mister Zed. Atlantis-Verlag, Stolberg 2008. ISBN 978-3-936742-92-3. (Band 33 in der Reihe „Rettungskreuzer Ikarus“.)
- Regenbogenläufer: 15 Geschichten für Groß & Klein. Drachenmond-Verlag, Leverkusen 2009. ISBN 978-3-931989-39-2.
- Der Kardinal Napellus von Gustav Meyrink. Nachwort von Nicole Rensmann. Eisenhut Verlag, Hagen 2009. ISBN 978-3-942090-01-8.
- Die Hobbijahns. Drachenmond Verlag, Leverkusen 2010. ISBN 978-3-931989-52-1.
- Niemand. Atlantis Verlag, Stolberg 2012. ISBN 978-3-86402-013-1.
- Niemand. Fabylon Verlag, Markt Rettenbach 2016. ISBN 978-3-927071-96-4.
- Niemand -Mehr!. Fabylon Verlag, Markt Rettenbach 2016. ISBN 978-3-927071-97-1.
- Gewebewelten. Atlantis Verlag, Stolberg 2020. ISBN 978-3-86402-700-0.